# Purana
|  | Per a altres significats, vegeu «purana (hinduisme)». |

Purana és un gènere d'hemípters de la família cicàdids que viu al sud-est asiàtic. La seva distribució inclou Java, Sumatra, Borneo, Filipines, la Malàisia peninsular, Tailàndia, l'Índia, Indonèsia, Xina i Japó. Només s'ha documentat una espècie a l'est de la línia Wallace, Purana celebensis, de Sulawesi.
En totes les espècies el mascle posseeix dos parells de tubercles abdominals foscos i ventrals a les esternites tercera i quarta. L'opercle masculí és força curt i, en general, no arriba més enllà del parell posterior de tubercles. Els gèneres relacionats que també posseeixen tubercles abdominals són Leptopsaltria, Maua, Nabalua i Tanna, que juntament amb Purana es troben en la subtribu Leptopsaltriina de la tribu Cicadini.

## Taxonomia
Aquestes 62 espècies pertanyen al gènere Purana:
- Purana abdominalis Lee, 2009 c g
- Purana atroclunes Boulard, 2002 c g
- Purana australis (Kato, 1944) c g
- Purana barbosae (Distant, 1889) c g
- Purana campanula Pringle, 1955 c g
- Purana capricornis Kos & Gogala, 2000 c g
- Purana carmente (Walker, F., 1850) c g
- Purana carolettae Esaki, 1936 c g
- Purana celebensis (Breddin, 1901) c g
- Purana chueatae Boulard, 2007 c g
- Purana conifacies (Walker, F., 1858) c g
- Purana conspicua Distant, 1910 c g
- Purana crassinotata Lee, 2015 c g
- Purana davidi Distant, 1905 c g
- Purana dimidia Chou & Lei, 1997 c g
- Purana doiluangensis Boulard, 2005 c g
- Purana gemella Boulard, 2006 c g
- Purana gigas (Kato, 1930) c g
- Purana guttularis (Walker, F., 1858) c g
- Purana hermes Schouten & Duffels, 2002 c g
- Purana hirundo (Walker, F., 1850) c g
- Purana infuscata Schouten & Duffels, 2002 c g
- Purana iwasakii Matsumura, 1913
- Purana jacobsoni Distant, 1912 c g
- Purana jdmoorei Boulard, 2005 c g
- Purana johanae Boulard, 2005 c g
- Purana karimunjawa Duffels & Schouten, 2007 c g
- Purana khaosokensis Boulard, 2007 c g
- Purana khuanae Boulard, 2002 c g
- Purana khuniensis Boulard, 2005 c g
- Purana kpaworensis Boulard, 2006 c g
- Purana latifascia Duffels & Schouten, 2007 c g
- Purana metallica Duffels & Schouten, 2007 c g
- Purana mickhuanae Boulard, 2009 c g
- Purana montana Kos & Gogala, 2000 c g
- Purana morrisi (Distant, 1892) c g
- Purana mulu Duffels & Schouten, 2007 c g
- Purana nana Lee, 2009 c g
- Purana natae Boulard, 2006 c g
- Purana nebulilinea (Walker, F., 1868) c g
- Purana niasica Kos & Gogala, 2000 c g
- Purana notatissima Jacobi, 1944 c g
- Purana obducta Schouten & Duffels, 2002 c g
- Purana opaca Lee, 2009 c g
- Purana parvituberculata Kos & Gogala, 2000 c g
- Purana phetchabuna Boulard, 2008 c g
- Purana pigmentata Distant, 1905 c g
- Purana pryeri (Distant, 1881) c g
- Purana ptorti Boulard, 2007 c g
- Purana sagittata Schouten & Duffels, 2002 c g
- Purana taipinensis (Kato, 1944) c g
- Purana tanae Boulard, 2006 c g
- Purana tavoyana Ollenbach, 1928
- Purana tigrina (Walker, F., 1850) c g
- Purana tigrinaformis Boulard, 2007 c g
- Purana tigroides (Walker, 1858)
- Purana tripunctata Moulton, J.C., 1923 c g
- Purana trui Pham, Schouten & Yang, 2012 c g
- Purana ubina Moulton, J.C., 1923 c g
- Purana usnani Duffels & Schouten, 2007 c g
- Purana vesperalba Boulard, 2009 c g
- Purana vindevogheli Boulard, 2008 c g

Fonts de coneixement: i = ITIS, c = Catalogue of Life, g = GBIF, b = Bugguide.net